# رويال ألكسندر
رويال ألكسندر (بالإنجليزية: Royal Alexander)‏ هو محامي أمريكي، ولد في فبراير 1966 في شريفبورت في الولايات المتحدة.